# Sabotage (緑黄色社会の曲)
「sabotage」（サボタージュ）は、日本のポップ・ロック・バンドである緑黄色社会の楽曲。作詞作曲をボーカル・ギターの長屋晴子が手がけた本作は、TBS系火曜ドラマ『G線上のあなたと私』の主題歌として制作され、「自分ってなんだっけ？」という自問自答がテーマとなっている。
2019年11月6日にSony Music Labelsの社内レーベルEpic Records Japanより1枚目のシングルとして発売され、カップリング曲としてNHK総合テレビ『うまいッ!』テーマソングの「Alright!!」が収録され、初回生産限定盤では2019年6月14日にLIQUIDROOMで開催された「緑黄色夜祭 vol.9 -東京編-」から「Alice」と「またね」のライブ音源が追加収録された。オリコン週間シングルランキングでは最高位32位を記録。
2019年11月27日に配信限定シングルとして、本作のアコースティック・バージョンである「sabotage -acoustic ver.-」が発売された。

## 背景・リリース
2019年9月25日、同年10月15日から放送が開始されるTBS系火曜ドラマ『G線上のあなたと私』の主題歌に「sabotage」が決定したことが発表された。「sabotage」は、同作のために書き下ろされた楽曲で、長屋は同作が描く「不器用ながらもがむしゃらな姿勢」に心打たれたとしている。
同じく9月25日にシングル『sabotage』が緑黄色社会初のCDシングルとして2019年11月6日にSony Music Labelsの社内レーベルEpic Records Japanより1枚目のシングルとして発売されることが発表された。シングルは、初回限定生産盤と通常盤の2形態でのリリースで、初回生産限定盤は三方背BOX仕様になっており、ライブ音源が2曲追加収録されている。また、初回生産限定盤・通常盤ともに小林壱誓がイラストを手掛けたメンバーイラスト ステッカーがランダムで封入されている。
シングル発売前の10月2日に放送のFM802『802 RADIO MASTERS』で初オンエアとなり、10月16日に先行配信が開始された。また、ダウンロード特典として12月15日に都内で開催のスペシャル・アコースティック・ライヴに最大50組100名が招待され、このライヴの模様は公式YouTubeチャンネルで生配信された。
CDシングルのジャケットは岩瀬直美がデザインしたもので、長屋扮するグリーンおばけが被写体となっている。
2020年4月22日にフルアルバム『SINGALONG』の配信が開始され、「sabotage」が「SINGALONG」と「Mela!」の間の2曲目に収録された。

## 制作
タイトルの「sabotage」には「迷っている自分を破壊する」「何もない自分を壊していく」という意味が込められている。長屋はでんぱ組.incの「Sabotage」（ビースティ・ボーイズのカバー）から、どんな意味を持つ言葉なのか興味を持ち、「サボる」の語源となっていることを知り、タイアップ先のドラマの主人公・也映子のキャラクターに合うということからタイトルに使用することを決めた。
楽曲は「自分ってなんだっけ？」という自問自答をテーマとしており、作詞作曲を手がけた長屋晴子は“空っぽからどうするか”ということを描きたいと思ったんです。物語のように、モヤモヤし続けてきた悩みが火種になって何かが変わる可能だってあるのかなと今の私が納得できる部分と“理想の自分”みたいなものが、不思議なバランスで成り立っている曲と語っている。
本作のデモ音源は、2019年2月から3月にかけて『幸せ -EP-』のレコーディングを行なっていた時期に制作され、最初に提出したデモから「ヘンテコな感じを入れてほしい」というリクエストを受けて、次々と方向性が変わっていった。当初は現行のものよりもギターをフィーチャーしたアレンジで、イントロも8パターンほど作られた。その後、ドラマのテーマとなっているストリングスが取り入れられ、サビのメロディがイントロに加えられた。
ドラマの制作サイドと共に主題歌を制作するにあたり、「明るい曲にしたい」というテーマを念頭に置かれ、長屋は正直そこは、今の自分自身とのギャップがあって戸惑ったんですよ。最近は「自分を出せていないな」と思うことも多かったので、楽曲に対して「私、こんなに明るく歌っていいのかな」って。でも逆に言うと、「sabotage」では“なりたい自分”を表現できたのかなと思うんですと語っている。

### Alright!!
カップリング曲の「Alright!!」は、作詞は長屋と穴見真吾の共作で、穴見が書いた歌詞に長屋が手を加える形で制作された。長屋によると、穴見が書いた歌詞の中で「一番フックになっていた」のがサビの「Always gonna be alright!」というフレーズであったことから、そこを題材として2人で摺り合わせていったとのこと。また、長屋は「何かを始めたくて仕方がない！」と浮かれてワクワクしているような、そんな視点で書いてみようと思ったんですと説明している。作曲を手掛けたpeppeは「ピアノを弾いているときに冒頭のメロディとコードが思い浮かんだ」とコメントしている。
楽曲は、NHK総合テレビ『うまいッ!』テーマソングとして使用されたほか、ユニクロ「2019年秋冬ヒートテックインナー」店内放送曲としても使用された。

## ミュージック・ビデオ
「sabotage」の ミュージック・ビデオの監督は林響太朗、撮影は花房遼が担当しており、楽曲の世界観を表現した映像となっている。このミュージック・ビデオは、2019年11月5日に公式YouTubeチャンネルで公開された後、2020年に発売された2ndフルアルバム『SINGALONG』の初回限定盤に付属のBlu-rayに収録された。
このほか先行配信に合わせてレコーディング時の映像を元に編集されたリリック・ビデオが公開されている。

## 「sabotage」のバージョン違い
2019年11月26日に放送された『G線上のあなたと私』第7話のエンディングで、本作のバージョン違いとなる「sabotage -acoustic ver.-」が使用された。このバージョンは、タイトルのとおりアコースティック編成でレコーディングされており、バンドサウンドとストリングスを主軸としたオリジナルバージョンとは異なるアレンジとなっている。2019年11月27日に各音楽配信サイトやストリーミングサービスでの配信が開始された。
2020年4月24日、YouTubeチャンネル『THE FIRST TAKE』の第42回に長屋とpeppeが登場し、2人編成で「sabotage」を演奏。『THE FIRST TAKE』での演奏は、2021年7月21日時点で500万回再生を突破している。
2020年9月30日に発売されたアルバム『SINGALONG』の初回限定夏を生きた盤に付属のCDには、同年7月24日に生配信された無観客配信ライブ『SINGALONG tour 2020 -夏を生きる-』でのライブ音源が収録されている。

## 評価
『Mikiki』の高見香那は、「sabotage」を長屋晴子の伸びやかでダイナミックなヴォーカルとストリングスの音色も聴こえる色彩豊かなバンド・サウンドが高揚感溢れる一曲とし、ダンサブルな曲調のカップリング“Alright〔ママ〕”同様に一貫して歌われる〈自分らしくあろう〉というポジティヴなメッセージを特に心を掴まれる点として挙げている。
『rockin'on.com』の上野三樹は、ドラマ『G線上のあなたと私』の主題歌として、ポップでカラフルなリョクシャカサウンドが爆発しているが、よくある前向きなメッセージソングとしてサラリと聴き逃すことのできない強さと切実さを生んでいるのが、声の表現力だ。《なんだか今なら／愛されるより愛したいとさえ思う》というフレーズに、決死の覚悟のようなものを感じさせると評した。
『Skream!』の高橋美穂は、「sabotage」について主演は波瑠、原作はいくえみ綾、しかもヴァイオリン教室が舞台という音楽が絡んだ“G線上のあなたと私”の主題歌。どう考えてもプレッシャーになりそうな要素が満載だが......それを悠々と乗り越え、ドラマの立ち位置や物語も、自分たちの進化も、すべて詰め込んだ曲になっているとし、カップリング曲の「Alright!!」について表題曲にしていいと思うくらい、オープンでブライトなパワフルな一撃を食らわせてくれると評した。
音楽プロデューサーの蔦谷好位置は、本作でバンドとして大きく突き抜けたと見なし、王道なポップソングの要素の中に見え隠れする“ひねくれ要素”がたまらなく気持ちいいと評した。

## シングル収録曲
| #         | タイトル                                       | 作詞              | 作曲       | 編曲                             | 時間  |
| --------- | ---------------------------------------------- | ----------------- | ---------- | -------------------------------- | ----- |
| 1.        | 「sabotage」                                   | 長屋晴子          | 長屋晴子   | Naoki Itai 緑黄色社会            | 4:01  |
| 2.        | 「Alright!!」                                  | 長屋晴子 穴見真吾 | peppe      | soundbreakers                    | 4:30  |
| 3.        | 「Alice -緑黄色夜祭 vol.9 東京編 2019.6.14-」  | 緑黄色社会        | 緑黄色社会 | 緑黄色社会 Ryo Eguchi Naoki Itai | 3:55  |
| 4.        | 「またね -緑黄色夜祭 vol.9 東京編 2019.6.14-」 | 長屋晴子          | 長屋晴子   | Naoki Itai                       | 4:45  |
| 5.        | 「sabotage (Instrumental)」                    |                   |            |                                  | 3:59  |
| 合計時間: | 合計時間:                                      | 合計時間:         | 合計時間:  | 合計時間:                        | 21:10 |

| #         | タイトル                    | 作詞              | 作曲      | 編曲                           | 時間  |
| --------- | --------------------------- | ----------------- | --------- | ------------------------------ | ----- |
| 1.        | 「sabotage」                | 長屋晴子          | 長屋晴子  | Naoki Itai 緑黄色社会 西村奈央 | 4:01  |
| 2.        | 「Alright!!」               | 長屋晴子 穴見真吾 | peppe     | soundbreakers                  | 4:30  |
| 3.        | 「sabotage (Instrumental)」 |                   |           |                                | 3:59  |
| 合計時間: | 合計時間:                   | 合計時間:         | 合計時間: | 合計時間:                      | 12:30 |

| #         | タイトル                     | 作詞・作曲 | 時間 |
| --------- | ---------------------------- | ---------- | ---- |
| 1.        | 「sabotage -acoustic ver.-」 | 長屋晴子   | 3:57 |
| 合計時間: | 合計時間:                    | 合計時間:  | 3:57 |

## クレジット
※出典
緑黄色社会
- 長屋晴子 – Vocal & Guitar
- 小林壱誓 – Guitars & Chorus
- peppe – Keyboards & Chorus
- 穴見真吾 – Bass & Chorus

外部ミュージシャン
- 比田井修 – Drums
- Naoki Itai – Programming（M1, M3, M4）
- 村田泰子ストリングス – Strings（M1）
- 西村奈央 – Additional Arrangement（M1）
- soundbreakers – Programming（M2）
- Ryo Eguchi – Programming（M4）

レコーディング・スタッフ
- 村上宣之 – Recording & Mixing
- 滝口 "Tucky" 博達 – Mastering

## チャート成績
| チャート (2019年)    | 最高位 |
| -------------------- | ------ |
| 日本 (Japan Hot 100) | 63     |
| 日本 (オリコン)      | 32     |

## 発売日一覧
| 国/地域 | 発売日         | レーベル           | 規格     | 規格品番      | バージョン       | 備考                 |
| ------- | -------------- | ------------------ | -------- | ------------- | ---------------- | -------------------- |
| 全国    | 2019年10月16日 | Epic Records Japan | 音楽配信 | ESXX02121B00Z | オリジナル       | 先行配信             |
| 全国    | 2019年11月6日  | Epic Records Japan | 音楽配信 | ESXX02123B00Z | オリジナル       |                      |
| 日本    | 2019年11月6日  | Epic Records Japan | CD       | ESCL-5275     | オリジナル       | 初回生産限定盤       |
| 日本    | 2019年11月6日  | Epic Records Japan | CD       | ESCL-5276     | オリジナル       | 通常盤               |
| 全国    | 2019年11月27日 | Epic Records Japan | 音楽配信 | ESXX02145B00Z | アコースティック | 公式サイトには非掲載 |